# Lilian Vélez
Lilian Vélez (3 de marzo de 1924 - 26 de junio de 1948, Cebú), fue una popular actriz de cine y cantante filipina, en la década de los años 40, cuyo asesinato en 1948 a manos del también actor Bernardo "Narding" Anzures escandalizó a la Filipinas de posguerra.

## Vida
Nacida en Cebú como una de los seis hijos de un compositor, saltó a la fama a mediados de los años 1930 cuando ganó un concurso de canto en la radio y su carrera como cantante prosperó hasta el estallido de la Segunda Guerra Mundial; popularizó una canción de su padre, Sa Kabukiran. Vélez también se ganó el corazón de José Clímaco, el director de la radioemisora que había patrocinado el concurso. Se casaron en 1942 y tuvieron una hija, Vivian V. Clímaco (1944-2021).
Su carrera en el cine comenzó al terminar la guerra y reanudarse la producción cinematográfica en el país. Se unió a Filippine Films y, con su esposo como director, protagonizó películas como Binibiro Lamang Kita, Ang Estudyante y Sa Kabukiran, inspirada en la canción que la hiciera famosa. Su coprotagonista en todas estas cintas era Narding Anzures, una ex estrella infantil.
Tras el éxito de Sa Kabukiran, Vélez se pasó a LNV Pictures y esta decidió darle como nuevo coprotagonista a Jaime de la Rosa. La decisión causó angustia en Anzures, quien aparentemente se había obsesionado con la casada Vélez. En la noche del 26 de junio de 1948, Anzures hizo una inesperada visita a la casa de la actriz en Ciudad Quezón. A su llegada, Vélez fue muerta a puñaladas y también una criada que había acudido en auxilio de su señora. El crimen se cometió a la vista de la pequeña hija de Vélez, que resultó ilesa en el incidente. Anzures fue rápidamente detenido, juzgado y condenado por los asesinatos. Durante su estancia en Muntinglupa, Narding contrajo tuberculosis y más tarde fue indultado por el entonces presidente Elpidio Quirino. Alrededor de dos meses después de su puesta en libertad, murió y los motivos exactos para el asesinato nunca fueron determinados.
En 1995 la polémica todavía perseguía la muerte de la cantante y actriz dentro del mundo cinematográfico, cuando se rodó una película sobre el suceso.